# 霸州 (乾元)
霸州，中国唐朝时设置的州。
唐肃宗乾元元年（758年）改静戎郡置霸州，治所归化县（在今四川省理县上孟乡塔斯村）。下辖归化县、安信县（今四川省理县上孟乡木尼村）、互利县（今四川省理县上孟乡日波村）、保宁县（今四川省理县下孟乡）。辖境相当今理县一带。唐代宗广德元年（763年）后地入吐蕃。北宋初年复置霸州为羁縻州。
霸州刺史
- 董嘉俊（742年）
- 董振（801年）